# Duplus
Die Duplus war ein Taucherbasisschiff für die Ölindustrie. Sie wurde Ende der 1960er-Jahre für den Einsatz in der Nordsee entworfen und gebaut. Vermutlich war sie das erste praktisch in SWATH-Bauweise gebaute Schiff der Welt. Nach zwei Jahren Erprobung und Einsatz wurde sie umgebaut und dabei in eine Mischform zwischen SWATH-Schiff und Katamaran umgewandelt.

## Geschichte
Nach einem Entwurf des niederländischen Konstruktionsbüros Trident Offshore wurde die Duplus im Jahr 1968 als Baunummer 1033 bei Boele’s Scheepswerf & Machinefabriek N.V. in Bolnes, Niederlande auf Kiel gelegt und 1969 in Dienst gestellt. Die Auftraggeber – die NMB (Niederländische Gesellschaft für Offshore-Arbeiten/Nederlandse Maatschappij voor Werken Buitengaats, später umbenannt in Netherlands Offshore Company) – erhofften sich vom damals experimentellen Konzept des Schiffs eine Einsatzmöglichkeit auch bei höherem Seegang, als dies bei Einrumpfschiffen vergleichbarer Größe möglich war.
Von 1969 an war die Duplus für 15 Jahre in der Nordsee für Tauch- und Unterwasserarbeiten in der Ölindustrie tätig. Nach einem Verkauf im Jahre 1980 wurde sie als Jaramac 57 in Panama registriert. 1984 wurde sie an International Underwater Contractors verkauft und in Twin Drill umbenannt. Unter diesem Namen war sie noch zehn Jahre lang im Golf von Mexiko aktiv. Nach längerer Aufliegezeit wurde sie im Jahre 2004 abgebrochen.
Originalpläne und das ursprüngliche Werftmodell der Duplus werden im Archiv des Maritiem Museum Rotterdam aufbewahrt.

## Beschreibung

Dreiseitenansicht der Duplus im Bauzustand von 1972

Zwei Schwimmkörper mit jeweils leicht abgeplattetem Boden waren der Länge nach mit durchgehenden, schlanken Stützen mit dem Überwasserschiff verbunden. Die Schwimmkörper waren vorn und achtern jeweils mit einer Tragfläche verbunden, welche die Stabilität gegen Stampfen erhöhen sollte. Die Stützen waren in der Wasserlinie schlank und wurden nach oben (zum Arbeitsdeck hin) wieder breiter.
Das Überwasserschiff bestand aus einem in Längs- und Querrichtung durchgehenden Deck mit Wohn- und Arbeitsräumen. Dessen Oberfläche bildete ein weitgehend offenes Arbeitsdeck. Auf dem Arbeitsdeck oberhalb des steuerbordseitigen Schwimmkörpers befand sich ein Aufbau mit weiteren Arbeitsräumen im ersten Oberdeck sowie der Brücke im zweiten Oberdeck. Oberhalb des backbordseitigen Schwimmkörpers befand sich ein niedrigerer Aufbau, der den Maschinenraum abdeckte. Dieser Aufbau trug auch einen etwa mittigen Schornstein.
Zentral im Arbeitsdeck angeordnet befand sich ein Moonpool von 7 m Durchmesser zum Herablassen von Tauchgeräten zwischen den Schwimmkörpern. Oberhalb dieser Öffnung trug das Schiff einen Portalkran mit einer Tragkraft von 75 t. Auf dem achteren Ende des steuerbordseitigen Aufbaus befand sich auf einer Plattform ein Auslegerkran von 18 t Tragkraft.
Die Maschinenanlage war dieselelektrisch. Zwei Dieselmotoren oberhalb des Backbord-Schwimmkörpers trieben elektrische Fahrmotoren am achterlichen Ende beider Schwimmkörper an. Diese wirkten auf Verstellpropeller in Kortdüsen. In den beiden Stabilisierungsflächen zwischen den Schwimmkörpern befanden sich zusätzlich noch jeweils zwei Voith-Schneider-Propeller zur genauen Positionierung.
Das Schiff verfügte über vier Anker mit jeweils eigener Ankerwinde – jeweils ein System an den vier Ecken des Arbeitsdecks.

## Leistung und spätere Umbauten
Die tatsächliche Ausrüstung des Schiffs wich von der geplanten ab. Nach ersten Erprobungsfahrten wurden auf dem Arbeitsdeck mehr und schwerere Geräte installiert als ursprünglich vorgesehen. Dadurch erhöhte sich der Tiefgang um 10 %, das Schiff wurde kopflastiger und erfüllte nicht vollständig die Erwartungen an die Stabilität. Insbesondere war das Schiff anfällig gegen ungleichmäßig verteilte Deckslasten. Ferner konnte der Auslegerkran nicht im vollen Umfang genutzt werden, wenn er nach Außenbords geschwenkt wurde. Daher versuchten die Eigner im Jahr 1971, durch einen Umbau die Nutzbarkeit zu verbessern. Auf der Außenseite beider Stützen wurde der Rumpf nach außen erweitert, so dass diese in der Wasserlinie um 50 % breiter wurden. Die Gesamtfläche in der Wasserlinie erhöhte sich durch den Umbau um 65 %. Dadurch erhoffte man sich eine geringere Anfälligkeit gegenüber ungleicher Ladungsverteilung. Während dieses Ziel erreicht wurde, litt die Seegangsstabilität wesentlich unter dem Umbau. Im Grunde führte der Umbau dazu, dass das Schiff von einem reinen SWATH-Schiff zu einem Hybriden zwischen SWATH und Katamaran wurde.
Der ursprüngliche Portalkran über der Decksöffnung wurde später durch einen kurzen Bohrturm für Sedimentproben und Probebohrungen ersetzt.

## Einordnung
Während SWATH-Schiffe spätestens seit der Jahrtausendwende mit der Unterstützung von Computersimulationen entworfen werden, war dies im Jahr 1968 noch nicht möglich. Daher konnten die Konstrukteure damals nur mit Annahmen und Untersuchungen am Modell arbeiten. Daraus erklären sich konstruktive Unterschiede zu heutigen SWATH-Schiffen, die sich auch als praktische Schwächen der Duplus auswirkten:
- die Stützen, welche das Hauptdeck mit den getauchten Schwimmkörpern verbanden, gehen am unteren Ende fließend in diese über. Dies führte dazu, dass der eigentlich unerwünschte Einfluss der Wellenenergie nahe der Wasseroberfläche auf den dynamischen Auftrieb größer als nötig war. Bei heutigen SWATH-Schiffen haben die Stützen einen gleichbleibenden Querschnitt und gehen abrupt in die Schwimmkörper über.
- zur Stabilisierung gegen Stampfbewegungen wurden zwei Tragflächen zwischen den Schwimmkörpern vorgesehen - eine nahe dem Bug und eine nahe dem Heck. Diese wurden aus heutiger Sicht sehr groß und sehr massiv ausgeführt. Möglicherweise sollten die Tragflächen auch als Streben zwischen den Schwimmkörpern dienen, um das Hauptdeck vor dynamischen Biegebelastungen zu schützen. Zusätzlich mussten die Tragflächen die vier Voith-Schneider-Propeller aufnehmen und dazu eine bestimmte Mindestbauhöhe haben. Heutige SWATH-Schiffe verwenden dynamisch gesteuerte Flossen, die wesentlich kleiner sind. Die großen Tragflächen der Duplus erhöhten den Widerstand und den Treibstoffverbrauch, und begrenzten damit die Geschwindigkeit. Auf Bildern ist erkennbar, dass in Fahrt hinter beiden Tragflächen ständig jeweils eine brechende Welle mitgeschleppt wurde.

Während Konstrukteure der US Navy noch über erste Modellstudien zum SWATH-Konzept nachdachten, wurde die Duplus bereits praktisch in der Ölwirtschaft eingesetzt. Im Jahre 1972, als die Duplus bereits zum ersten Mal umgebaut worden war, begann in den USA der Bau des ersten experimentellen SWATH-Geräteträgers der US Navy, die SSP (Halbtauchplattform/semi-submerged platform) Kaimalimo. Diese lief 1973 vom Stapel. Mit ihren 190 t Verdrängung war diese nur etwa ein Sechstel so groß wie die Duplus. In Japan wurde im Jahr 1977 von Mitsui Engineering & Shipbuilding ein kleines SWATH-Passagierboot gebaut. Im Jahre 1979 wurde von Mitsui die SWATH-Personenfähre Seagull mit 670 t Verdrängung in Dienst gestellt. Diese dürfte das zweite SWATH-Schiff gewesen sein, welches in produktivem Dienst stand.
Die Duplus zeigte sowohl Stärken als auch Schwächen des SWATH-Konzepts praktisch auf. Als Stärke erwies sich die überlegene Stabilität im Seegang. Ihre Hauptschwäche war die relativ große Empfindlichkeit gegenüber veränderter Lastkonfiguration. Offenbar war dieser Effekt von den Konstrukteuren unterschätzt worden. Wohl auch deswegen wurde ein ursprünglich projektierter, wesentlich größerer Nachfolgeentwurf nie gebaut. Erst rund 35 Jahre nach dem Stapellauf der Duplus wurde das SWATH-Konzept wirklich erfolgreich durchgesetzt.